# Kriegerdenkmal Radeberg (1879)

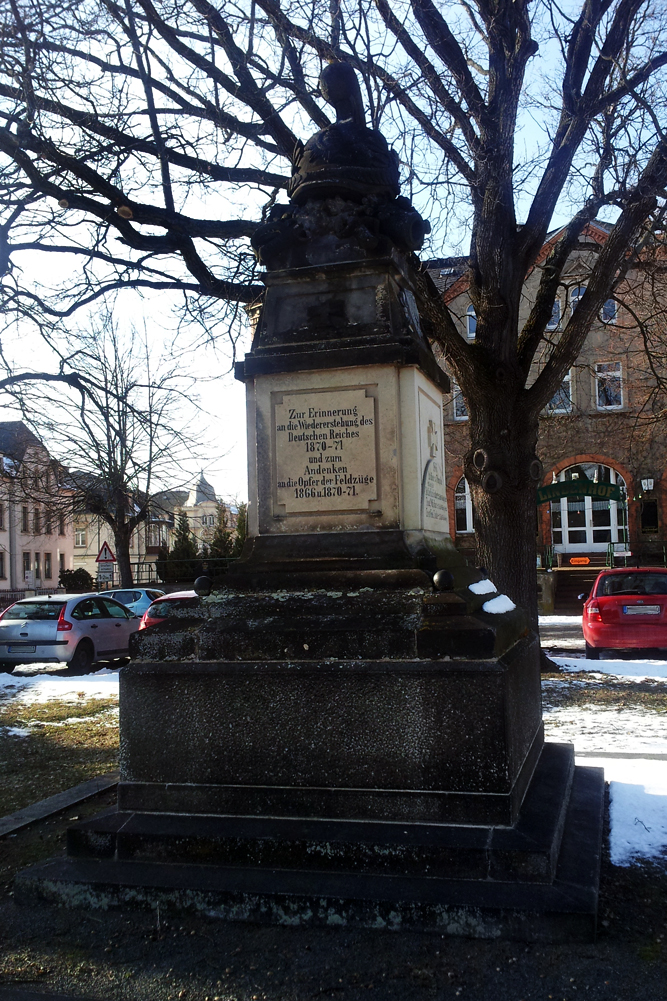
Kriegerdenkmal

Das Kriegerdenkmal an der Ecke Badstraße/Dr.-Rudolf-Friedrichs-Straße in der sächsischen Stadt Radeberg erinnert an die Deutsche Reichsgründung 1871 sowie an die aus Radeberg stammenden Opfer des Deutschen Kriegs von 1866 und die Gefallenen des Deutsch-Französischen Kriegs 1870/71. Das Mahnmal wurde 1879 erstmals enthüllt und steht unter Denkmalschutz.

## Geschichte

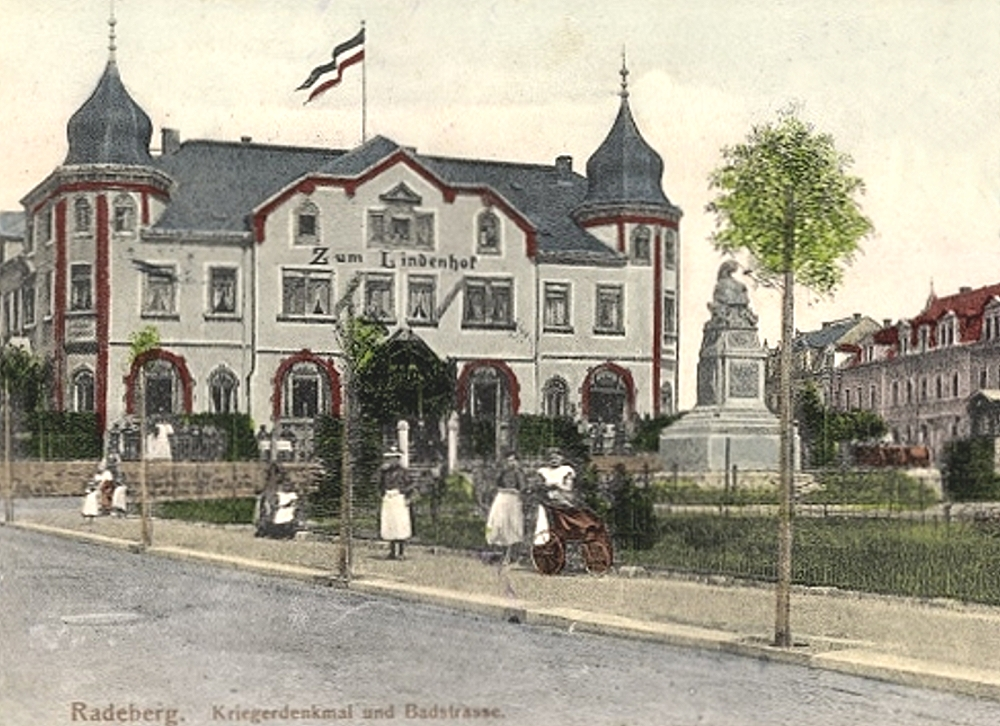
Kriegerdenkmal am neuen Standort ab 1902. Alte Postkarte

Das Ehrenmal wurde durch Spendengelder von den Einwohnern Radebergs und der Umgebung finanziert, die während verschiedener Sammlungen zusammengetragen wurden. Da sich die Stadträte Radebergs nicht über einen Standort im Stadtgebiet einigen konnten, wurde das Denkmal außerhalb des Stadtgebietes auf der Gemarkung der damals eigenständigen Gemeinde Lotzdorf aufgestellt. Die feierliche Enthüllung fand am 7. September 1879 statt.
Anfang des 20. Jahrhunderts wurde die Badstraße in Radeberg erheblich ausgebaut. Da das Denkmal diesem Ausbau im Weg stand, wurde es im Jahr 1902 um etwa 50 Meter nach Nord-Nord-West verlegt, auf einen neuen, beträchtlich höheren Granit-Sockel an seinen jetzigen Standort gesetzt und am 9. November 1902 wieder geweiht. Die neue Denkmal-Anlage bestand aus einem früher parkähnlich gestalteten Dreieck an der Gabelung der Badstraße und der ehemaligen Friedrichstraße. Der Park um das Denkmal ist im Rahmen weiterer Straßenbaumaßnahmen um 1992 in eine einfache Grünanlage umgestaltet und verkleinert worden. Von der Umsetzung des Denkmals zeugt eine verwitterte Inschrift am Sockel des Ehrenmals.
Anfang der 2000er Jahre wurde das Kriegerdenkmal teilweise restauriert.

## Ausführung
Auf einem fast quadratischen, mehrfach abgestuften, etwa 60 cm hohen Sockel aus Lausitzer Granit sitzt der 2,20 Meter lange und 2,08 Meter breite Unterbau. Dieser wird an den Ecken von je einer Kanonenkugel mit 12 cm Durchmesser bekrönt. Auf dem Unterbau ruht der Schaft aus Sandstein, der an allen vier Seiten mit Inschriften versehen ist. Darüber befindet sich ein Abbild eines sächsischen Reiterhelmes mit Schmuck-Elementen. Die Gesamt-Höhe beträgt ca. 6 Meter (nach der Umsetzung). Auf dem Schaft-Deckel sind das Sächsische und das Deutsche Wappen mit Lorbeerreis dargestellt. Diese Wappen fertigte das ehemalige Radeberger Eisenwerk „Saxonia“ an. Unter dem Reiterhelm sind ein Infanterie-Seitengewehr, ein Reitersäbel und zwei sich kreuzende Kanonenrohre dargestellt. Eichenlaub und Lorbeer-Reis schmücken den Helm.
Entwurf und Ausführung (außer Eisenguss) stammen von den Dresdner Bildhauern Wernitzsch und Fröde.

„Zur Erinnerung / an die Wiedererstehung des / Deutschen Reiches / 1870–71 / und zum / Andenken / an die Opfer der Feldzüge / 1866 u. 1870–71.“

Die Rückseite des Denkmals trägt die Inschrift:

„Errichtet aus / freiwilligen Beiträgen / der Bewohner Radebergs / und dessen Umgebung. / Enthüllet / am 7. Septbr. 1879 / unter der glorreichen Regierung / Sr. Maj. des Königs Albert / von Sachsen“

An den Seiten sind Namen der Radeberger Opfer der Kriege verzeichnet.
Eine Inschrift an der Rückseite des Sockels zeugt von der Versetzung des Denkmals im Jahr 1902 und der darauf folgenden erneuten Einweihung:

„Im Jahre 1902 um 12 m nach / NNW versetzt und von neuem / geweiht am 9. November“